# Madagascar (película)
Madagascar es una película de animación por computadora producida y creada por DreamWorks Animation y estrenada en cines en Estados Unidos el 27 de mayo de 2005.
La película trata de cuatro animales del zoológico de Central Park, Nueva York, (Álex el león, Marty la cebra, Gloria la hipopótamo y Melman la jirafa) que han estado toda su vida en cautiverio, a los que una serie de casualidades acaba dejándolos en plena naturaleza en la isla de Madagascar. Allí descubrirán que la vida salvaje no es tal y como se la imaginaban.

## Argumento
La historia empieza con una cebra (Marty), corriendo tranquilamente por la jungla, cuando de repente aparece un león (Álex) que la persigue. Pero esto no era más que un sueño de Marty, quien tras despertarse, Álex le felicita por su cumpleaños y le da de regalo una esfera de vidrio en la que aparece una figurita de él mismo. De pronto el reloj toca las 9:00 y los niños entran al zoo. Álex, apresurado, despierta a una jirafa (Melman) y a una hipopótamo (Gloria). Los cuatro amigos celebraban el cumpleaños de Marty en el zoológico, mientras los pingüinos (Skipper, Kowalski, Rico y Private) tratan de cavar un pozo con palitos de helado y cucharas para escaparse a la Antártida. Luego muestran a unos simios (Mason y Phil) que están tomando café de la basura. Álex hace trucos sorprendentes, Marty sorprende a los niños escupiendo de un lado al otro, Gloria hace los mejores trucos en el acuario y a Melman solamente le están haciendo unos masajes los doctores.
Ya de noche, Álex, Gloria y Melman le hacen una fiesta de cumpleaños sorpresa a Marty. Marty les dice su deseo de cumpleaños a los 3, ya que estaban insistiendo, y les confiesa que su verdadero deseo es ir a la jungla. Sus amigos, en especial Álex, le dicen que era una locura, por lo que Marty se desanima. Luego de la fiesta, Álex es obligado por Gloria a hablar con Marty y éste le dice que sólo era una broma para no preocupar a Álex, Gloria y Melman. Sin embargo, a las 23:25, Melman despierta a Álex para informarle que Marty se dio a la fuga del zoo, por lo que el grupo decide escaparse para buscar a Marty e impedir que haga una locura como esa, mientras Mason y Phil aprovechan para fugarse.
Todos los animales son atrapados en la estación Grand Central y los dirigentes deciden trasladarlos a una reserva natural en Kenia, África. Pero los problemas empiezan cuando los pingüinos se apoderan del barco que los trasportaba para dirigirlo a la Antártida. Las cajas que contenían a Álex, Marty, Gloria y Melman caen al mar y las olas las llevan a Madagascar. Creyendo que es el zoológico de San Diego, se disponen a encontrar a las personas adentrándose en la jungla. Allí es donde encuentran a los lémures y al rey Julien durante una fiesta interrumpida por los fosas, unos animales que constantemente intentan comérselos. Tras asustarse con una araña, Álex da un rugido que espanta a los fosas y los lémures le agradecen dándoles la bienvenida. A pesar de que Álex quiere marcharse de la isla y volver a Nueva York, sus amigos, sobre todo Marty, lo convencen de quedarse con ellos, mientras que Julien planea mantener al grupo cerca para que Alex los proteja de los fosas, idea que su ayudante Maurice no comparte ya que el león es carnívoro.
Después de un tiempo de estar en la isla, Álex empieza a volverse salvaje debido a su hambre y a su obsesión con los filetes y la carne, por lo que trata de comerse a Marty. Álex, al sentirse culpable por ello, se encierra en el territorio de los fosas. Marty empieza a arrepentirse de que su sueño se haga realidad y piensa que lo que pasó con Álex fue por su culpa. Después llega el barco con los pingüinos, que dan la vuelta al darse cuenta de que la Antártida, para ellos, es horrible. Marty decide ir a buscar a Álex, pero es atacado por los fosas. Con ayuda de los pingüinos distraen a los fosas y después Álex los asusta y junto con sus otros tres amigos, logran ahuyentarlos. El rey Julien y los otros lémures agradecen a Álex y los demás animales por traer la paz a su hogar y le dan de comer pescado, para agrado del león. Luego, Álex, Marty, Gloria y Melman se embarcan a Nueva York sin descartar la posibilidad de volver a Madagascar, pero los pingüinos no les mencionaron que el barco se había quedado sin combustible.

## Personajes

### Álex el león
Es el animal más popular en el zoológico de Central Park, apodado El rey de Nueva York, está muy contento con la vida en el zoológico. Le gustan los filetes de carne, aunque no tiene ni idea de que provienen de animales. Es el mejor amigo de Marty. Le encanta el filete de res, pero la ausencia de éstos en la selva y su hambre hacen que desarrolle sus instintos depredadores e intente comerse a Marty, por lo que se siente culpable. Al final prueba el pescado cocido que Rico le preparó al final de la película y cambia de opinión. Detesta la selva y a los lémures, pero conforme avanza la película, Álex les toma cariño.
Voz de Ben Stiller. Versión hispanoamericana: Ricardo Tejedo. Versión española: Paco León.

### Marty la Cebra
Es el mejor amigo de Álex, y es el que provoca la escapada del zoológico. Sueña con la naturaleza y se pregunta qué sería la vida más allá del zoológico. 
Voz de Chris Rock. Versión hispanoamericana: Alfonso Obregón. Versión española: Alexis Valdés.

### Melmanla jirafa
Es una jirafa, nacida en cautiverio en el zoológico de Central Park. A causa de su anterior estancia en el Zoológico del Bronx, Melman cree que él es un hombre de verdad. Es muy hipocondríaco y toma bastantes medicamentos. Se preocupa especialmente por su nueva situación en Madagascar debido a la ausencia de humanos y de pruebas médicas que le hagan sentirse protegido. Él ha amado a Gloria desde hace mucho tiempo, pero no se lo dijo hasta Madagascar 2: Escape de África.
Voz de David Schwimmer. Versión hispanoamericana: Ricardo Mendoza. Versión española: Gonzalo de Castro.

### Gloria la hipopótamo
Es una hipopótamo que nació en el mismo Central Park Zoo. Sirve como mediador y la cuidadora del grupo que se encarga de los demás y tiende a hacerse cargo cuando sea. Le encanta comer y vivir la buena vida. Es el personaje más inteligente entre todos los demás y un poco envidiosa, odia a los pingüinos y ama a Marty como un hermano. Aunque no lo parezca le pudo ganar una carrera a las avestruces, a veces exagera un poco.
Voz de Jada Pinkett Smith. Versión hispanoamericana: Dulce Guerrero. Versión española: Belén Rueda.

### Los pingüinos
Son un grupo de 4 pingüinos liderados por su jefe llamado Skipper (También llamado "Capitán" en España), que tiene experiencia militar. El piromaníaco Rico tiene especialidad en armas, explosivos, etc. vomita todo lo que Skipper le pida, también vomita cosas para mantenerse divertido. El adorable Cabo (también llamado Private en el idioma original y "Soldado" en España) es el encargado de encontrar las claves, como la de la computadora del barco, y en varias ocasiones como distracción para que los planes de los pingüinos funcionen. Por último, el segundo del jefe, Kowalski es el más alto de los cuatro, el más inteligente y es quien le lleva las notas al jefe.
Fueron los causantes de todo. Traídos de la Antártida, guiaron a Marty a Madagascar, saben mucho de barcos y peleas y son muy inteligentes. Con su inteligencia militar y entrenamiento hacen de todo en las tres películas. 
Los pingüinos parecen están inspirados en algunos de los personajes de la película El Gran Escape" o  "la Gran Evasión", es notable el parecido de Skipper con Big X, protagonizado por Richard Attenborough, quien interpretó a un comandante de la R.A.F. llamado Roger Bartlett, así como a otros personajes de la misma. en la secuela, véase cierto parecido también a la película El vuelo del Fénix, también protagonizada por Attenbourough, donde los ocupantes de un avión cubano siniestrado tratan de construir otro con partes del mismo. Su voz en castellano (España) la realizan los presentadores de "Caiga quien caiga". Las voces hispanoamericanas las realizan Mario Arvizu, Idzi Dutkiewicz, José Antonio Macías y José Luis Orozco para Skipper, Kowalski, Cabo y Rico respectivamente.

### Rey Julien
Julien (Sacha Baron Cohen) es el rey de todos los cientos de lémures que hay en Madagascar. Tiene una corona hecha con hojas y una más grande que cuenta con un gecko. Adora el baile, el canto, mandar a todos, “mover el bote”  y hacer fiestas, es un lémur de cola anillada con los ojos amarillos y no soporta obedecer órdenes, tiene un acento puertorriqueño (árabe en la versión española) y su grado de inteligencia es mínimo. el Es también muy extraño y dramático.
Skipper le llama "cola anillada". Su voz hispanoamericana es hecha por Mario Filio.

### Maurice el lémur
Maurice (Cedric the Entertainer), es un aye-aye, amigo y ayudante de Julien y usa un bastón, es un poco gordo, bajo, y de color gris, con blanco alrededor de sus ojos. Durante esta película, Maurice sospecha de que Álex es carnívoro, y por eso no le cae bien (hasta el final).Es el segundo al mando de los lémures y el encargado de anunciar Julien a su corte, a pesar de que considera que esta tarea tediosa. Muestra la mayor inteligencia en la corte de Julien, y es el único en reconocer a Álex como una amenaza potencialmente mayor que la fosa.

### Mort

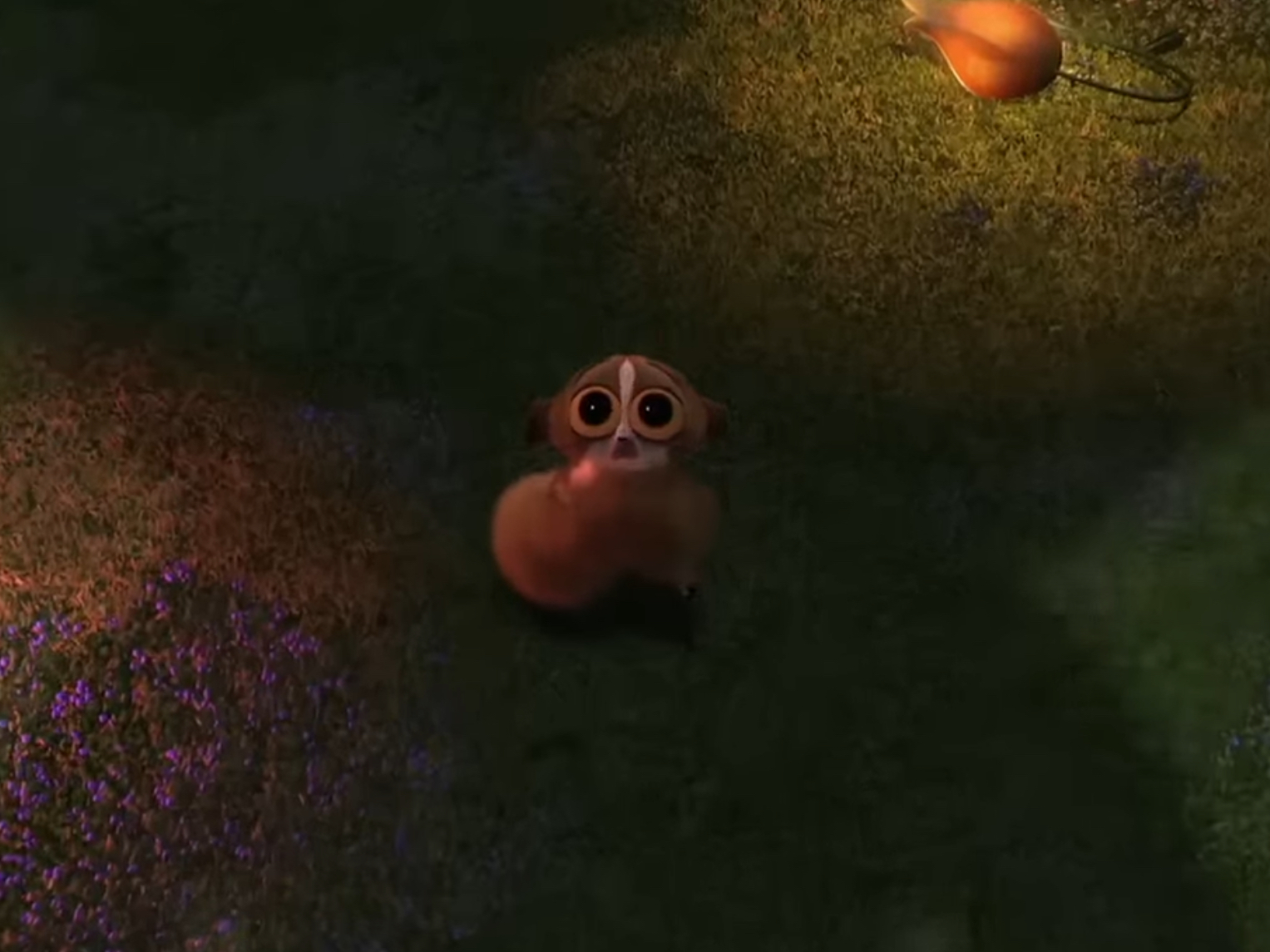
Mort asustado cuando Álex quiso introducirse

Mort (Andy Richter), es un lémur ratón (Microcebus lehilahytsara), uno de los habitantes de Madagascar, es inquieto, simpático y muy tierno. Tiene una extraña obsesión por los pies del rey; esto se debería a que el rey Julien pateó a un fosas que atacaba a Mort, pero esto ocurre en "¡Que viva el rey Julien!" una serie de Netflix y no aparece el hecho en ninguna de las películas. Aunque la mayoría de los animales lo encuentran adorable, el Rey Julien está siempre muy molesto con él. Mort responde a esto riendo y mirando halagado. Skipper lo llama "ojos tristes". 

### Los fosa
Los fosa son un grupo de animales semejantes a los felinos (sin embargo no lo son) que siempre le frustran las fiestas a los lémures, le temen a Álex, son carnívoros y muy perversos aunque no saben hablar.

### Stevie el gecko
El pequeño lagarto, Stevie, que acompaña casi siempre a Julien, en su segunda corona, ya que la primera se la dio a Álex como agradecimiento por haberle traído paz a su reino (pero su segunda corona es más grande), es un geco que está entre el gecko cola de hoja y el geco ocelot o Paroedura picta.

### Mason y Phill
Son los chimpancés originarios del zoológico de Nueva York. Phil es mudo y se comunica por lenguaje de señas, Mason actúa como su traductor.

## Reparto
| Personaje                | Actor de voz original  | Actor de doblaje para España | Actor de doblaje para Hispanoamérica |
| ------------------------ | ---------------------- | ---------------------------- | ------------------------------------ |
| Álex                     | Ben Stiller            | Paco León                    | Ricardo Tejedo                       |
| Marty                    | Chris Rock             | Alexis Valdés                | Alfonso Obregón                      |
| Gloria                   | Jada Pinkett Smith     | Belén Rueda                  | Dulce Guerrero                       |
| Melman                   | David Schwimmer        | Gonzalo de Castro            | Ricardo Mendoza                      |
| Rey Julien               | Sacha Baron Cohen      | José Javier Serrano          | Mario Filio                          |
| Maurice                  | Cedric the Entertainer | Ricky Coello                 | Armando Réndiz                       |
| Mort                     | Andy Richter           | Aleix Estadella              | Pepe Toño Macías                     |
| Cabo                     | Christopher Knights    | Eduardo Aldán                | Pepe Toño Macías                     |
| Skipper                  | Tom McGrath            | Manel Fuentes                | Mario Arvizu                         |
| Kowalski                 | Chris Miller           | Arturo Valls                 | Idzi Dutkiewicz                      |
| Rico                     | John DiMaggio          | -                            | José Luis Orozco                     |
| Mason                    | Conrad Vernon          | Jordi Ribes                  | Salvador Delgado                     |
| Voz en jaula             | Bob Saget              |                              | René García                          |
| Caballo policía          | David Cowgill          |                              | Gerardo Vásquez                      |
| Policía                  | Stephen Apostolina     |                              | Raúl Anaya                           |
| Anunciador del zoológico | Eric Darnell           |                              | Abel Membrillo                       |
| Voz anunciadora del tren | Eric Darnell           |                              | Daniel Cubillo                       |
| Lémur 1                  | Eric Darnell           |                              | Moisés Iván Mora                     |
| Nana                     | Elisa Gabrielli        |                              | Ángela Villanueva                    |
| Fossas                   | Tom McGrath            |                              | TBA                                  |
| Fossas                   | Eric Darnell           | Juan Miguel Valdivieso       | TBA                                  |
| Niños en zoológico       | N/A                    |                              | José Antonio Toledano                |
| Niños en zoológico       | N/A                    | Andrea de la Fuente          |                                      |
| Niños en zoológico       | N/A                    | Monserrat Mendoza            |                                      |
| Niños en zoológico       | N/A                    | Rodrigo Gutiérrez            |                                      |
| Niños en zoológico       | N/A                    | Mariana Casillas             |                                      |
| Niños en zoológico       | N/A                    | Fernanda Salazar             |                                      |
| Niños en zoológico       | N/A                    | Mariel Salazar               |                                      |
| Araña                    | David P. Smith         |                              | Laura Torres                         |
| Lémur 2                  | David P. Smith         |                              | Alfredo Gabriel Basurto Contreras    |
| Willie                   | Cody Cameron           |                              | Noé Velázquez Pedroza                |
| Reportera de noticias    | Devika Parikh          |                              | Sonia Casillas                       |
| Lémur 3                  |                        | ¿?                           | Javier Rivero                        |

## Música
La banda sonora de la película estuvo a cargo del galardonado Hans Zimmer. Incluye el pegadizo tema «Quiero mover el bote» en Hispanoamérica, en España, «Yo quiero marcha, marcha» y en inglés, «I like to move it, move it». Esta canción es una reversión del original «I like to move it, move it», compuesta por Reel 2 Real en 1994 y que en la película, fue cantada por el Rey Julien personificado por Sacha Baron Cohen.

## Recepción

### Recepción de la crítica
La película recibió críticas mixtas de los críticos, entre excelente y terrible. En Rotten Tomatoes, la película recibió un 54%, calificación que se le otorgó bajo 191 reseñas de los críticos. En Metacritic, la película cuenta con una calificación de 57% basado en 36 críticas incluidos en el "Mixed Or Average Reviews".

### Taquilla
A pesar de la respuesta mixta de los críticos, la película fue un éxito comercial. En su semana de estreno, la película recaudó $47.224.594 de dólares con un promedio de $11 431 a partir de 4 131 cines, por lo que es la película número 3 en recaudar dicha ganancia en ese fin de semana detrás de Star Wars: Episodio III - La venganza de los Sith. Sin embargo, la película logró reivindicar la primera posición en la taquilla EE. UU. la próxima semana con una recaudación de 28.110.235 dólares. En los Estados Unidos, la película finalmente recaudó $193.595.521 de dólares, y en zonas extranjeras recaudó 339.085.150 dólares en todo el mundo sumativa bruto de $532.680.671 de dólares.

## Secuelas y Spin-Offs
Una secuela titulada Madagascar 2: Escape de África fue estrenada el 7 de noviembre de 2008, Una segunda secuela, Madagascar 3: Europe's Most Wanted, se estrenó el 8 de junio de 2012. Un cortometraje titulado The Madagascar Penguins in a Christmas Caper fue lanzado con el DVD de Madagascar, y fue estrenado con Wallace & Gromit: The Curse of the Were-Rabbit en los Estados Unidos. Una serie spin-off de 2009, Los Pingüinos de Madagascar, fue estrenada en marzo de 2009 en Nickelodeon. Es el primer Nicktoon en ser producido tanto por Nickelodeon como por DreamWorks.
Merry Madagascar, un especial de Navidad con los personajes de la película, fue estrenada en el 17 de noviembre de 2009 en la NBC.
Los pingüinos de Madagascar es una película spin-off, cuyos protagonistas son los cuatro pingüinos Skipper, Kowalski, Rico y Private. Esta película no tiene relación alguna con la serie de televisión también protagonizada por ellos. Se estrenó en noviembre de 2014.
Una serie spin-off titulada All Hail King Julien, fue estrenada en diciembre de 2014 en la plataforma Netflix.
En 2020, una serie titulada Madagascar: A Little Wild fue lanzada en las plataformas Peacock y Hulu. La serie es una precuela de la película de 2005.

## Similitudes con The Wild
La película animada de Disney The Wild (conocida como Vida Salvaje en Hispanoamérica y Salvaje en España), ha sido criticada por ser demasiado parecida en cuanto a la línea argumental a Madagascar. Ambas películas cuentan con los animales del zoológico del Central Park en Nueva York, que salen al medio natural por primera vez. Si bien hay diferencias, el observador casual puede detectar claramente las similitudes. Estas percepciones han sido recibidas con malas críticas, teniendo en cuenta que The Wild había sido planeada en los meses de producción de Madagascar, y sólo se convirtió en un «clon» para el público debido a su lanzamiento desafortunado en algún momento después de Madagascar.